# 斯坎訥堡市鎮
斯坎訥堡市鎮（丹麥語：Skanderborg Kommune）是丹麥的一個市鎮，位於日德蘭半島東部，屬中日德蘭大區。面積436.1平方公里，2009年人口56,636人。行政中心为斯坎訥堡。
2007年1月1日由原斯坎訥堡和另外三個市鎮，以及另一個市鎮的堂區合併而成。